# Josefa Slánská
Josefa Slánská, rozená Hašková (25. února 1913 Vršovice – 1. listopadu 1995 Praha), byla manželkou Rudolfa Slánského, dlouholetého člena Ústředního výboru Komunistické strany Československa a generálního tajemníka ÚV KSČ (1945–1951), který byl po zkonstruovaném procesu v roce 1952 popraven.

## Život
Narodila se v rodině fotografa ve Vršovicích Antonína Haška (1885–??) a jeho manželky Josefy, rozené Hurychové (1889–??). Byla nejmladší ze čtyř dětí. Na své dětství vzpomínala jako na chudé, kdy otec a dva sourozenci byli bez zaměstnání a ona sama nedokončila pátou třídu gymnázia a nastoupila do zaměstnání.
Od mládí byla levicového smýšlení, v roce 1927 se stala členkou Československého Komsomolu, v roce 1929 KSČ.
V roce 1929 se též seznámila s Rudolfem Slánským a s dalšími tehdejším předními členy KSČ (včetně Klementa Gottwalda). V roce 1931 odjela na rok do Sovětského svazu, po návratu pracovala jako administrativní síla, tlumočnice a překladatelka. Dne 20. dubna 1937 byli s Rudolfem Slánským oddáni, syn Rudolf se narodil o dva roky dříve, již v roce 1935. Po Mnichovské dohodě byl Rudolf Slánský povolán do Sovětského svazu, Josefa Slánská odcestovala se synem za ním.
Po zatčení Rudolfa Slánského byla vyloučena z KSČ, jejíž členkou byla od roku 1929. Členství jí bylo navráceno po rehabilitaci jejího manžela v roce 1963, v roce 1969 byla znovu vyloučena. V roce 1977 podepsala spolu se synem Rudolfem Chartu 77 a s chartisty aktivně spolupracovala. Svou víru v socialismus a komunismus si však zachovala.
V roce 2024 byla rehabilitována v případu několikaměsíčního pobytu ve vazbě v roce 1952.

### Rodinný život
Josefa Slánská měla s manželem tři děti, Rudolfa, Naděždu a Martu. Dcera Naďa se narodila během pobytu v Moskvě a jako tříměsíční zde byla v roce 1943 unesena. Případ nebyl nikdy objasněn. Rudolf Slánský mladší byl signatářem Charty 77 a po sametové revoluci československým velvyslancem v Rusku, do roku 2004 českým velvyslancem na Slovensku. Dcera Marta (* 1949) je podnikatelkou – vlastnila realitní kancelář.

## Vzpomínková kniha
Josefa Slánská napsala knihu vzpomínek Zpráva o mém muži, ve které popisuje fyzické a psychické týrání vězňů v Československu v 50. letech 20. století. Kniha pojednává také o jejím pobytu v ruzyňské věznici, o rodinných vztazích s Gottwaldovými a o politické situaci 50. let z jejího pohledu. Kniha vycházela po částech v Literárních listech v roce 1968, úvod k ní napsal Pavel Kohout. Vzpomínky vycházely v číslech 9–15/1968, vždy na poslední straně. V roce 1969 vyšla kniha v angličtině a poté byla přeložena do několika dalších jazyků. Česky vyšla roku 1990 v nakladatelství Svoboda.